# La Frontera (El Hierro)
La Frontera és un municipi de l'illa d'El Hierro, a les illes Canàries. El nucli de població amb més habitants del municipi és Tigaday. Altres nuclis de població són Los Llanillos, Las Puntas i Sabinosa, tots ells a la Valle del Golfo. En una ermita del seu terme municipal es troba la imatge de Nostra Senyora dels Reis (Patrona del Hierro). La Pineda i La Restinga, en el sud de l'illa, van pertànyer al municipi de La Frontera fins a setembre de 2007, després que el Cabildo d'El Hierro aprovés la segregació de El Pinar.